# シンデレラII
『シンデレラII』（シンデレラツー、原題：Cinderella II: Dreams Come True）は、ディズニーの映画『シンデレラ』の続編のOVA作品。2002年（平成14年）2月23日に発売された。収録時間は約73分。 

## あらすじ
王子と結婚したシンデレラとともに王宮へ引っ越したねずみのジャックやガスたちは、シンデレラが結婚したあとに起きた3つのエピソードをまとめた絵本を作り、シンデレラにプレゼントすることにした。
第1話　
王子とのハネムーンを終えて王宮へと戻ったシンデレラに、会議のために外出することになった王と王子に代わって二日後の晩餐会を取り仕切る役が言い渡される。作法係のプルーデンスに礼儀作法の指導や晩餐会の指示を受けるシンデレラだが、あまりに数多の古風な仕来りにうんざりするのだった。
第2話
王宮へ引っ越したジャックは、シンデレラが結婚してからというもの、彼女を手助けする機会が少なくなったことを退屈に思っていた。その上王宮では飼い猫のポムポムに追い回されたり、出入りする人間に逃げられたりと苦労の連続であった。この苦労を自分がねずみであるためだと考えたジャックは人間になりたいと願う。するとそこへ妖精のおばあさんが現れ、魔法の力でジャックを人間にする。
第3話
シンデレラの継母のトレメイン夫人と、その娘のドリゼラとアナスタシアが王宮での舞踏会に招待された。トレメイン夫人は二人を貴族などの上流階級の家に嫁がせることを目指し、準備のために娘達を連れて町へ出かける。その道中アナスタシアは良い香りに誘われて入ったパン屋の主人に恋心を抱くも、上流階級でないからという理由で、母親とドリゼラにパン屋へ来ることさえも禁止されてしまった。このやり取りを偶然見かけたシンデレラは、アナスタシアの恋を実らせるべく手助けすることを決める。

## キャスト
| 役名                                          | 原語版声優 | 日本語吹き替え                                 |
| --------------------------------------------- | --- | ---------------------------------------------- |
| シンデレラ                                    | ジェニファー・ヘイル | 鈴木より子                                     |
| ジャック                                      | ロブ・ポールセン | 山寺宏一                                       |
| 大公                                          | ロブ・ポールセン | 岩崎ひろし                                     |
| パン屋さん                                    | ロブ・ポールセン | 高木渉                                         |
| ガス                                          | コーリー・バートン | 亀山助清                                       |
| フェアリー・ゴッドマザー （妖精のおばあさん） | ルシー・テイラー | 京田尚子                                       |
| ドリゼラ・トレメイン                          | ルシー・テイラー | 安達忍                                         |
| メアリー                                      | ルシー・テイラー | 朴璐美                                         |
| ベアトリス                                    | ルシー・テイラー | 水原リン                                       |
| ダフネ                                        | ルシー・テイラー | 吉田美保                                       |
| レ・グランド伯爵夫人                          | ルシー・テイラー | さとうあい                                     |
| アナスタシア・トレメイン                      | トレス・マクニール | 喜田あゆ美                                     |
| トレメイン夫人 （まま母）                     | スザンヌ・ブレイクスリー | 寺島信子                                       |
| プリンス・チャーミング （王子）               | クリストファー・ダニエル・バーンズ | 堀内賢雄                                       |
| 国王 （王様）                                 | アンドレ・ストイカ | 富田耕生                                       |
| プルーデンス                                  | ホランド・テイラー | 谷育子                                         |
| ルシファー                                    | フランク・ウェルカー | 原語版流用                                     |
| ブルーノ                                      | フランク・ウェルカー | 原語版流用                                     |
| ポムポム                                      | フランク・ウェルカー | 原語版流用                                     |
| その他                                        | ジェフ・ベネット、ボブ・バーゲン スーザン・ブルー、ロジャー・バンパス ジェニファー・ダーリング、ポール・エイディング シェリー・リン、ミッキー・マクガワン フィル・プロクター | 藤本譲、小杉十郎太 小室正幸、坂東尚樹 落合弘治 |

## テーマソング
- 『プット・イット・トゥギャザー（ビビディ・バビディ・ブー）』
- 『ビビディ・バビディ・ブー』（歌：京田尚子、朴璐美、小室正幸、坂東尚樹、落合弘治）
- 『心のままに』（歌：大木理紗）
- 『みんなが君を見上げてる』（歌：大木理紗、久保田陽子、チューバック恵里子）
- 『大切なのは中身なの』（歌：大木理紗）

## スタッフ
- 監督：ジョン・カフカ
- 製作：メアリー・ソーン
- 脚本：トム・ロジャース、ジル・ブロトボーゲル、ジュール・セルボ
- 音楽：マイケル・タヴェラ
- 編集：ジュリー・アン・ロー

## 日本語版制作スタッフ
- 演出：小山悟
- 翻訳：松井まり
- 音楽演出：市之瀬洋一
- 訳詞：高橋由美子
- 録音・調整：重光秀樹
- 音楽録音：石井治郎
- 録音制作：ケイエスエス
- 制作監修：津司大三
- 日本語版制作：DISNEY CHARACTER VOICES INTERNATIONAL, INC.

## ディズニーの類似した構成の作品
- くまのプーさん 完全保存版
- くまのプーさん 完全保存版II ピグレット・ムービー
- 美女と野獣 ベルのファンタジーワールド
- ターザン&ジェーン

## 脚註
1. ↑  ただし、元々上流階級の出身であるシンデレラが礼儀作法を理解できないという点には矛盾が指摘されている。